# Asesinato de Robbie Middleton
Robbie Middleton (28 de junio de 1990 - 29 de abril de 2011) fue un niño estadounidense de Splendora, Texas, que en su octavo cumpleaños, en 1998, fue atado a un árbol, rociado con gasolina y prendido fuego. Sufrió quemaduras de tercer grado en el 99% de su cuerpo y soportó 150 operaciones antes de morir a los 20 años de un cáncer de piel que los médicos atribuyeron a sus heridas originales.
Justo antes de su muerte, Robbie, el hijo de Bobby y Colleen Middleton, dejó un testimonio en video de 27 minutos desde su lecho de muerte. En él, nombró a Don Wilburn Collins (nacido en 1985) como el perpetrador que creía que lo había quemado. En ese momento, Collins tenía 13 años y era vecino de los Middleton.Collins supuestamente había violado a Middleton en el mismo lugar del incendio apenas dos semanas antes y el intento de Collins de asesinar a Middleton fue para garantizar que  nunca revelara el secreto. Aunque Collins fue detenido en relación con la agresión, luego fue liberado por falta de pruebas.
En 2001, Collins, quien entonces tenía 16 años, fue encarcelado por agredir sexualmente a un niño de ocho años y cumplió una condena en prisión. Además, cumplió condena por no registrarse como delincuente sexual y fue puesto en libertad el 5 de septiembre de 2011.
En 2011, Middleton murió a causa de una rara forma de cáncer, relacionada con las más de 150 cirugías e injertos de piel que recibió a lo largo de su vida. Un forense dictaminó que la muerte de Middleton fue un homicidio, y Collins fue juzgado por el crimen. El 9 de febrero de 2015, un jurado condenó a Collins por el asesinato de Robbie Middleton. Los fiscales afirmaron que Collins podría enfrentar hasta 40 años de prisión,pero los abogados defensores de Collins se comprometieron a apelar la condena. Se interpuso una apelación argumentando que la decisión del tribunal de primera instancia de juzgar a Collins como adulto por un delito cometido cuando era menor constituía una violación ex post facto de sus derechos. Sin embargo, este recurso fue rechazado el 29 de marzo de 2017.
En diciembre de 2011, un jurado concedió a la familia Middleton 150.000 millones de dólares en compensación. Este veredicto simbólico, solicitado por el abogado de la familia, se convirtió en la mayor compensación jamás otorgada por un jurado civil en Estados Unidos, superando el veredicto de 145 mil millones de dólares en el caso del tabaco en Florida del año 2000, que fue anulado. Aunque la familia Middleton nunca esperó recibir esa cantidad, la madre de Robbie consideró el veredicto una declaración exitosa.